# 록소데스속
록소데스속(Loxodes)은 원시대핵류에 속하는 섬모충류의 하나이다. 고여있는 민물, 예를 들면 연못 바닥의 부패한 식물 속에서 발견되는 단세포 생물이다. 짚신벌레 등과 같이 적충류(滴蟲類)로 불린다.

## 하위 종
- 록소데스 마그누스 (Loxodes magnus)
- 록소데스 스트리아투스 (Loxodes striatus)